# 小金井カントリー倶楽部
小金井カントリー倶楽部（こがねいカントリーくらぶ）は、東京都小平市に存在するゴルフ場である。

## 概要
1937年（昭和12年）10月3日開場と、日本のゴルフ場の中でも歴史が古い。株主会員制での運営、445名の会員数、恵まれた立地条件と自然環境等から、名門ゴルフコースの一つである。会員権は男性の個人会員のみにあり、女性は会員になることが出来ない。

## 所在地・アクセス
東京都小平市御幸町331
- 「小金井」の名称が付いているが、小金井市ではない。クラブハウスとコースの南東側には小金井市の江戸東京たてもの園が隣接する。
- 中央自動車道調布インターチェンジから15分
- 中央線（JR東日本）「武蔵小金井駅」または西武新宿線「花小金井駅」から西武バスで小金井公園西口バス停下車、徒歩3分

## エピソード
- 長い歴史と立地の好条件から政財界要人の人気も高い。評論家の細川隆元の影響で熱心なゴルフファンとなった内閣総理大臣の田中角栄もその一人で、参議院議員で小金井カントリー倶楽部の理事だった内田芳郎[注 1]の手ほどきを受け、総理大臣在任中に同倶楽部で藤原弘達を交えた4人でプレーするなどの逸話を残した[注 2]。
- 一方、その伝統は時として社会との軋轢を生む事もあった。1985年には第2次中曽根改造内閣で森山眞弓外務政務次官が在日外交団とのプレーを申し込んだが、倶楽部の理事会は「女子には日曜のプレーを認めない」という長年の伝統を理由に森山のプレーを拒否し、一方で外務省の幹部職員達のプレーを受け入れた事が問題となり、森山は外務省を通じて抗議を行った[2]。
- 「格式が高い」と敬遠されていた過去からの改革を進め、日曜日の女性プレー不可などは変えないものの、新クラブハウス建設や接客の一新により女性客の増加が見られるというレポートがゴルフ雑誌「週刊ゴルフダイジェスト」のウェブサイトで掲載されている[3]。
- 同倶楽部の会員権は元々日本でも最高水準だったが、1980年代後半のバブル景気期には同倶楽部の敷地に対する地価評価額の高騰[注 3]もあり、会員権相場は1990年には4億円を突破していた。その崩壊後は価格が急落し、一時は3500万円まで下落したがその後回復し、最近では2010年に1口6000万円で会員募集を行った[4]。

## 歴代理事長
| 代 | 氏名       | 就任時期  | 備考 |
| -- | ---------- | --------- | --- |
| 1  | 高石真五郎 | 1937–1953 | 1937年：小金井カントリー倶楽部開場 1946年: 米進駐軍による完全接収                                        |
| 2  | 立川直三郎 | 1953–1965 | 1953年：会員総会で次年度からの日本人の自主経営を決定 1964年:ジャック・ニクラス、アーノルド・パーマー来場 |
| 3  | 倉田主税   | 1965–1970 | 1968年：ゲーリー・プレーヤー来場                                                                         |
| 4  | 永野重雄   | 1970–1984 | 1971年：「小金井三十年史」刊行                                                                           |
| 5  | 浅野均一   | 1984–1985 | |
| 6  | 出光計助   | 1985–1988 | |
| 7  | 谷勝馬     | 1988–1995 | 1990年：「小金井五十年史」刊行 1992年:管理棟、新みゆきばし、２つのコース売店完成                         |
| 8  | 中村金夫   | 1995–2000 | |
| 9  | 室伏稔     | 2000–2013 | 2004年：クラブハウス起工式 2013年:「小金井カントリー倶楽部七十五年史」刊行                               |
| 10 | 坂本正元   | 2013–2017 | |
| 11 | 草刈隆郎   | 2017–2019 | |
| 12 | 村越政雄   | 2019–2021 | |
| 13 | 中野喜一郎 | 2021–     | |